# Тутышкин, Пётр Петрович
Пётр Петрович Тутышкин (1868, Калуга — 1937, Москва) — русский и советский психиатр, психолог и педагог, организатор здравоохранения.
Доктор медицины (1902), профессор. Автор статей по психиатрии, психоанализу, педологии, общей и клинической медицине, естествознанию.

## Биография
Рано оставшись без родителей, воспитывался в сиротском доме, сумел окончить гимназию и поступил на естественный факультет Московского университета.
После окончания естественного факультета окончил медицинский факультет Московского университета (1897) и ординатуру клиники А. Я. Кожевникова в 1900 году. В этом же году принял участие в Международном конгрессе психиатров в Париже.
После переезда в Харьков работал ординатором в психиатрической лечебнице «Сабурова дача». В 1902 году защитил докторскую диссертацию «Роль отрицательного отбора в процессе семейного нервно-психического вырождения (Дарвинизм в патологии)». В этом же году участвовал в VIII Пироговском съезде врачей.
В 1903 году Пётр Тутышкин совершил поездку по психиатрическим заведениям Австрии, Бельгии, Германии, Франции, Швейцарии, Италии, Великобритании и опубликовал о ней подробный отчёт. В 1907 году принял участие в I Международном съезде психиатров в Амстердаме.
В 1908 году, за связь с большевиками, был уволен из больницы как неблагонадёжный. Начал частную практику и одновременно занимался научной и общественной деятельностью. Руководил строительством Кишиневской физиотерапевтической лечебницы. Принял участие в работе I Съезда русского союза психиатров имени С. С. Корсакова, а в 1914 году — в работе Международного конгресса по призрению душевнобольных.
В период Первой мировой войны организовал курсы сестер милосердия. В 1917 году вступил в РКП (б). На Пироговском съезде в марте 1918 года выступил с докладом «О принципах советской медицины».
В январе 1919 года был назначен народным комиссаром здравоохранения Украины. Работал в Наркомпросе и Наркомздраве, был членом коллегии по делам высших школ и заведующим отделом психофизического воспитания.
В 1920 году Пётр Тутышкин был назначен главным врачом Первого психиатрического госпиталя в Москве.
По окончании Гражданской войны вернулся к научной и педагогической деятельности. Работал профессором кафедры детской неврологии в Государственном медико-педологическом институте.
В 1924—1925 годах совершил поездку в США. По возвращении был отстранён от преподавательской деятельности. Некоторое время руководил санаторием для старых большевиков, но был освобождён также и от этой работы.
Умер в 1937 году в Москве. Был похоронен на 16 участке Головинского кладбища, где позже рядом с ним был похоронен его сын Андрей — актёр и режиссёр.